# Australský teriér
Australský teriér byl používán jako lovec škodné zvěře, nyní se chová především jako společenské plemeno psa. Chová se téměř ve všech anglicky mluvících zemích, nejhojnější je ale v Austrálii, kde toto plemeno vzniklo, a na blízkém Novém Zélandu.

## Historie
Australský teriér je poměrně nové plemeno vyšlechtěné v Austrálii. Vyšlechtilo se v 19. století náhodným křížením bez zásahu člověka — proto nejsou žádné dochované záznamy o jeho vývoji nebo snad předcích. Podle společných genů se za ně ale dá považovat black and tan teriér, sky teriér a nejspíše i jorkšírský teriér, který je tomuto velmi podobný. Po všech svých předcích zdědil správnou "teriérskou" povahu, je tedy výborným příkladem teriérů. Zhruba od roku 1870 se už jako poměrně běžný typ objevovalo na výstavách ještě jako "broken-haired teriér", v překladu "hrubosrstý". Jako australský teriér je vystavován od roku 1899, ale standard byl ustaven již v roce 1896 o deset let dříve již byl založen první chovatelský klub. Roku 1933 byl zapsán jako samostatné plemeno i v anglickém Kennel Clubu.
2014: V České republice se toto plemeno ještě moc neuchytilo a většina lidí jej nezná, ovšem několik chovatelských stanic zde je, ale spočítali byste je jen na prstech jedné ruky. Ani ve světě toto plemeno není moc oblíbené, ale v celé západní Evropě již v každé zemi je několik jedinců.

## Vzhled
Je to kompaktně stavěný pes, lehké konstrukce s jemným vzhledem ale povahou pravého teriéra. Téměř obdélníkovitého formátu. Srst je kratší, na dotek hrubá a pokrývá celé tělo. Nevytváří na krku límec ani prapor na ocasu. Hlava je plochá, suchá a jemnými liniemi. Vyvážená. Čumák je krátký a úzký. Má malé tmavě hnědé oči, dlouhou plochou lebku. Uši jsou nízko nasazené, do trojúhelníku a středně dlouhé. Vztyčené a natočené dopředu. Stop je dobře viditelný. Krk je dlouhý, rovný a osrstěný. Srst na něm nevytváří límec. Hřbet je dlouhý, rovný a úzký, i když srst na něm může dodávat pocit, že je široký. Ocas je krátký a jen málo osrstěný, zahnutý do šavle a nesen i nad hřbetní linií, ovšem, přípustnější je, pokud není nad hřbetem. Nohy jsou krátké, ne moc dobře osvalené. Tlapky australského teriéra jsou pevné a povětšinou mají černé drápky.
Váží okolo 6 kg a výška v kohoutku je do 25 cm.

## Povaha
Tento pes má pravou teriérskou povahu - aktivní, oddaný, hlasitý a milý.
Je také bystrý a inteligentní, ale má krátkou paměť a zároveň je i tvrdohlavý. Může mít sklony k uštěkanosti jako třeba pudl. I když je takto malý, je to dobrý hlídač — na každého nezvaného hosta hlasitě upozorní a svoji rodinu je schopný bránit. K rodině je loajálním, věrným a milým přítelem.
Děti má rád, má s nimi skvělý vztah. Naopak se zvířaty úmyslně vyhledává potyčky a může se k nim chovat dominantně, hlavně psi (samci) tohoto plemene mohou projevovat dominantní chování.
K cizím se chová odtažitě, ale ne agresivně. Platí u něj i to, že se k hostům chová tak, jak to "odkouká" od vás.

## Péče
Srst nepotřebuje zvláštní péči, ale není dobré ji často mýt šamponem, tím by ztratila svoji přirozenou mastnotu, čímž by vznikaly problémy s kůží. Je důležité, aby se mu šampon při koupání nedostal do očí, protože ty jsou velmi citlivé.
Může žít trvale venku v domě či bytě se svojí rodinou. Má dobré předpoklady žít ve městě a být dobrým společníkem především pro starší lidi. Dožívá se až 14 let. Vzhledem ke svému australskému původu dobře snáší vysoké teploty.
Výcvik není nutný, stačí, aby uměl přivolání. Avšak výchova je velmi důležitá! Ve štěněcím věku se musí dobře socializovat, aby později neměl problémy s jinými zvířaty nebo dokonce lidmi. Čistotnosti se také nenaučí sám a je nutné mu ukázat, kam jít, když potřebuje vykonat potřebu.